# Jeugdcultuurfonds
Het Jeugdfonds Sport & Cultuur (voorheen Jeugdcultuurfonds) betaalt de contributie / het lesgeld voor kinderen en jongeren uit gezinnen waar te weinig geld is om te sporten, muziek te maken, te dansen, schilderen, toneel te spelen of iets anders creatiefs te doen. Ouders kunnen zelf geen aanvraag doen. Aanvragen voor een bijdrage worden gedaan door een intermediair: bijvoorbeeld een leerkracht, buurtsportcoach, sociaal wijkteam of schuldhulpverlener. De contributie / het lesgeld wordt direct aan de sportclub of culturele instelling betaald.

## Ambassadeurs
Ambassadeurs van het Jeugdcultuurfonds zijn onder andere de violiste Liza Ferschtman en cabaretière Sara Kroos

## Geschiedenis
Het Jeugdcultuurfonds is in 2009 opgericht door Bertien Minco naar het voorbeeld van het Jeugdsportfonds. Beide fondsen delen een centraal kantoor in Amsterdam en zijn per 1 januari 2017 gefuseerd tot de Stichting Jeugdsportfonds en Jeugdcultuurfonds Nederland. Per 1 april 2018 zijn beide fondsen verder gegaan als het Jeugdfonds Sport & Cultuur.